# Patellininae
Patellininae es una subfamilia de foraminíferos bentónicos de la familia Patellinidae, del suborden Spirillinina y del orden Spirillinida. Su rango cronoestratigráfico abarca desde el Aptiense (Cretácico inferior) hasta la Actualidad.

## Clasificación
Patellininae incluye a los siguientes géneros:
- Mesopatellina
- Patellina

Otros géneros considerados en Patellininae son:
- Discobolivina, aceptado como Patellina
- Praepatellina, aceptado como Patellina